# 3 Ceti
Désignations
3 Ceti (en abrégé 3 Cet) est une étoile supergéante de la constellation équatoriale de la Baleine. Elle est visible à l'œil nu et sa magnitude apparente est de 4,95.

## Environnement stellaire
3 Ceti présente une parallaxe annuelle de 1,56 ± 0,31 mas telle que mesurée par le satellite Hipparcos, ce qui permet d'en déduire qu'elle est distante approximativement de ∼ 2 100 a.l. (∼ 644 pc) de la Terre. L'étoile se rapproche du Système solaire à une vitesse radiale héliocentrique de −42 km/s. Elle possède une vitesse particulière élevée d'environ 61 km/s, ce qui en fait une étoile en fuite candidate.
3 Ceti est une étoile solitaire, qui ne possède pas de compagnon stellaire connu avec lequel elle serait physiquement associée.

## Propriétés
3 Ceti est une étoile supergéante rouge de type spectral K3 Ib, même si Houk et Swift (1999) l'ont classée comme une géante normale de type K3 III. Elle montre une très faible variabilité, subissant des changements dans sa luminosité à une fréquence de 11,2 fois par jour et avec une amplitude de 0,0053 en magnitude.
L'étoile est âgée d'environ 30 millions d'années et elle est neuf fois plus massive que le Soleil. Elle est 10 170 fois plus lumineuse que le Soleil et sa température de surface est de 4 152 K.